# 노부나가 포위망
노부나가 포위망(일본어: 信長包囲網 노부나가호우이모우[*])은 센고쿠 시대 말기부터 아즈치·모모야마 시대 초기에 걸쳐 발생한 반(反)오다 노부나가(織田信長) 연합(coalition)이다.
총 세 차례의 포위망이 있었다.

## 발생 경위
에이로쿠(永禄) 11년(1568년) 2월 8일, 미요시 산닌슈(三好三人衆) ・ 아와 미요시 가(阿波三好家)와, 마쓰나가 히사히데(松永久秀) ・ 미요시 가 당주 미요시 요시쓰구(三好義継)의 권력 항쟁이 계속되는 가운데 싸움을 우세로 이끌던 미요시 산닌슈측의 추거로 아와 구보(阿波公方) ・ 아시카가 요시히데(足利義栄)가 제14대 세이이타이쇼군(征夷大将軍)으로 취임하였다. 그러나 무로마치 막부(室町幕府) 제13대 아시카가 요시테루(足利義輝)의 동생 요시아키(義昭)는 이에 대항하여 9월, 오다 노부나가의 군사력을 배경으로 교토 상경을 완수하였고, 10월 2일 미요시 산닌슈와 아와 미요시 가의 군세를 아와로 몰아냈다. 한편으로 마쓰나가 히사히데와 미요시 요시쓰구는 오다 가문에 항복하였다. 10월 18일에 아시카가 요시아키는 제15대 쇼군으로 취임하였고 이로 해서 오다 노부나가는 쇼군의 후견인으로써 권세를 떨치게 되었다.
에이로쿠 12년(1569년) 1월, 미요시 산닌슈와 미요시 소안(笑岩)이 이즈미(和泉)에 상륙, 5일에 혼코쿠지(本圀寺)의 아시카가 요시아키、아케치 미쓰히데(明智光秀)를 급습하였는데 호소카와 후지타카(細川藤孝)、미요시 요시쓰구(三好義継)、셋쓰 고쿠슈(摂津国衆)의 이타미 지카오키(伊丹親興)、이케다 가즈마사(池田勝正)、아라키 무라시게(荒木村重) 등의 원군에게 패하고 다시금 아와로 달아났다(혼코쿠지의 변).
이러한 아시카가 씨 - 오다 씨 진영과 아와 미요시 씨 - 미요시 산닌슈와의 대립과는 별개로 1월에 오다 노부나가는 요시아키의 행동을 제약하는 전중어정(殿中御掟)을 낸다. 그 내용은 노부나가가 옹립한 쇼군 요시아키를 자신의 컨트롤 아래에 두는 것을 목적으로 하고 있었는데, 쇼군 요시아키는 각지에 밀서를 보내는 등 이를 무시하고 움직였다. 그리고 형식적으로는 신하였던 노부나가에게 얽매이는 상태를 싫어했던 아시카가 요시아키와 그를 컨트롤하겠다는 노부나가의 사이의 대립은 심각화되어갔다.
에이로쿠 12년 2월, 하리마(播磨)의 아카마쓰 마사히데(赤松政秀)가 오다 노부나가에게 구원을 요청하였다. 8월부터 9월에 걸쳐 요시아키 ・ 노부나가의 명으로 파견된 이케다 가즈마사、벳쇼 야스하루(別所安治)가 우라카미 무네카게(浦上宗景)를 공격하였다. 동시에 은밀히 노부나가와 내통하고 있던 우키타 나오이에(宇喜多直家)도 우라카미 무네카게에 대해 반기를 들었다. 그러나 아시카가 요시아키 ・ 오다 노부나가 세는 하리마의 성을 몇 군데 함락시킨 뒤에 곧장 퇴각하였고, 거꾸로 우라카미 무네카게는 노부나가측의 아카마쓰 마사히데의 다쓰노 성(龍野城)을 공격하였다. 11월에 마사히데가 항복하고 우키타 나오이에도 그 해 안에 무네카게에게 사죄하고 우라카미 가의 산하로 돌아오게 된다.

## 제1차 노부나가 포위망

### 아자이 씨(浅井氏)、미요시 산닌슈、아라키 씨(荒木氏)、일향종(一向衆)의 반기
교토로 상경한 노부나가는 세이이타이쇼군 ・ 아시카가 요시아키의 이름으로 각지의 다이묘들에게 교토 상경을 재촉하였는데, 아사쿠라 요시카게(朝倉義景)는 이를 무시했고, 양자의 관계는 악화되었다.
겐키(元亀) 원년(1570년) 4월, 오다 노부나가는 아사쿠라 씨의 영지가 있는 에치젠(越前)으로 원정을 떠났으나, 기타오미(北近江)의 아자이 나가마사(浅井長政)의 배신으로 물러나야 했다. 가네가사키 전투(金ヶ崎の戦い)이다.
6월, 오다 노부나가는 노슈가와라 전투(野洲河原の戦い)에서 고가(甲賀)에서 북상해 고난(湖南)으로 진출한 롯카쿠 요시카타(六角義賢) ・ 요시하루(義治) 부자를 격퇴시켰다.
6월 말, 노부나가는 도쿠가와 이에야스(徳川家康)와 함께 아네가와 전투(姉川の戦い)에서 아자이 ・ 아사쿠라군을 부수고, 오미 남부의 지배권을 확립하였으며, 오미 북부까지 노리게 되었다. 이 아네가와 전투의 결과 히라야마 성(横山城)이 함락되고 아자이 ・ 아사쿠라 군은 비와호(琵琶湖) 동안을 따라 남하하는 것이 곤란해졌다.
그러나 6월 19일 미요시 산닌슈의 한 사람인 미요시 나가요시(三好長逸)와 짜고 아라키 무라시게(荒木村重)가 이케다 성(池田城)에서 주군 ・ 이케다 가즈마사(池田勝正)를 쫓아내버렸다. 이에 의해 7월 21일 미요시 산닌슈가 셋쓰(摂津)로 다시금 상륙、노다 성(野田城)、후쿠시마 성(福島城)을 거점으로 반 오다 군세를 일으켰다.
8월, 노부나가는 산닌슈를 치기 위해 셋쓰로 원정하였고, 노다 성(野田城) ・ 후쿠시마 성(福島城)에서 전투가 벌어졌다. 이 전투 와중인 9월 13일에 이시야마 혼간지(石山本願寺)의 법주(法主) 겐뇨(顕如)가 미요시 산닌슈를 따라 오다군을 공격하였고, 또한 아자이 ・ 아사쿠라군이 비와 호 서안을 남하해서 오다 노부나가의 중신 모리 요시나리(森可成)와 동생 노부하루(信治)가 전사하였다. 오다 노부나가는 아자이 ・ 아사쿠라 군이 교토로 침입할 것을 두려워하고 9월 23일에 산닌슈의 토벌을 단념하고 셋쓰에서 퇴각하기 시작하였다. 27일에는 시노하라 나가후사(篠原長房)가 이끄는 아와(阿波) ・ 사누키(讃岐) 군세가 효고(兵庫)에 상륙해 야마시로(山城)를 향해 진군하였다.
오다 노부나가와 히에이 산 엔라쿠지에서 농성하고 있던 아자이 ・ 아사쿠라 군과의 대립은 연말까지 이어졌다. 시가의 진(志賀の陣)이라고 한다. 더해서 겐뇨의 명을 받고 기타이세(北伊勢)에서 봉기한 이세 나가시마 잇코잇키(伊勢長島一向一揆) 무리에 노부나가의 동생인 노부오키(信興)가 공격당하는 등 오다 집안은 각지에서 궁지에 몰려버렸다.
10월 30일 오다 노부나가는 혼간지 겐뇨와 화목을 맺는 데 성공하였다. 11월에는 롯카쿠 요시카타 ・ 요시하루 부자와도 화목하였다. 또한 시노하라 나가후사와도 마쓰나가 히사히데의 중개로 시노하라와 마쓰나가 사이에 인질 교환이 이루어져 11월 21일에 화목이 성립되었고 오다 노부나가는 조정과 아시카가 요시아키에게 조정을 의뢰해, 호쿠리쿠(北陸)가 대설로 막힌 겨울이라 돌아갈 수 없었던 아자이 씨 ・ 아사쿠라 씨와의 강화를 12월에 성립시키고, 궁지에서 벗어날 수 있었다.

### 참가세력
- 혼간지(本願寺, 셋쓰、가가) - 겐키 원년(1570년) 10월 30일에 화목하였다.
- 사이가슈(雑賀衆, 기이) - 혼간지를 지원했다.
- 롯카쿠 요시카타(오미) - 겐키 원년(1570년) 11월에 화목하였다.
- 미요시 산닌슈(셋쓰) - 겐키 원년(1570년) 11월 21일에 화목하였다.
- 시노하라 나가후사(篠原長房, 아와、사누키、아와지) - 겐키 원년(1570년) 11월 21일에 화목하였다.
- 미요시 나가하루(三好長治, 아와阿波) - 시노하라 나가후사와 함께 기나이(畿内)에 상륙하였다.
- 소고 마사야스(十河存保, 사누키) - 시노하라 나가후사와 함께 기나이에 상륙하였다.
- 아타케 노부야스(安宅信康, 아와지) - 시노하라 나가후사와 함께 기나이에 상륙하였다.
- 아라키 무라시게(셋쓰) - 미요시 산닌슈의 상륙을 지원하였다.
- 이케다 도모마사(池田知正, 셋쓰) - 아라키 무라시게와 동조하였다.
- 아자이 나가마사(오미) - 겐키 원년(1570년) 12월에 화목하였다.
- 아사쿠라 요시카게(에치젠) - 겐키 원년(1570년) 12월에 화목하였다.
- 히에이 산(比叡山) 엔랴쿠지(延暦寺, 오미) - 노부나가 포위망이 와해된 뒤에도 노부나가와 대립을 이어갔다.
- 쓰쓰이 슌케이(筒井順慶, 야마토) - 노부나가측의 마쓰나가 히사히데와 대립을 이어갔다.

## 제2차 포위망

### 아와 미요시 씨와 마쓰나가 씨의 동맹
겐키 2년(1571년)에 이르러 쇼군 요시아키는 자신에 대해 노부나가의 영향력을 상대적으로 약화시키고자 앞서 노부나가 포위망에 가담했던 아자이 씨 ・ 아사쿠라 씨 ・ 미요시 씨 ・ 이시야마 혼간지 ・ 엔랴쿠지 ・ 롯카쿠 씨, 그리고 가이(甲斐)의 다케다 신겐(武田信玄)에게까지 어내서(御内書)를 보내기 시작했다.
겐키 2년 2월, 오다 노부나가는 아자이 나가마사의 방해를 배제하고 나가마사의 중신인 이소노 도모마사(磯野員昌)를 조략하여 사와 산성(佐和山城)을 함락시키고 오미 남부의 지배를 확고히 하였으며, 5월에는 기타이세의 나가시마 잇코잇키(長島一向一揆)를 공격, 9월에는 히에이산 엔랴쿠지를 화공으로 불살라버리는 등 분산되어 있던 반 오다 세력의 진압에 힘썼다.
같은 해 5월, 시노하라 나가후사가 거느린 아와 ・ 사누키 군세가 우라카미 무네카게(浦上宗景)、우키타 나오이에(宇喜多直家)의 요청에 응해서 비젠(備前)의 고지마(児島)에 상륙, 모리 씨(毛利氏)를 격퇴한다. 혼타이 성 합전(本太城合戦)이다. 6월 12일에 아시카가 요시아키와 오다 노부나가는 시노하라 나가후사 토벌의 어내서를 고바야카와 다카카게(小早川隆景)에게 보냈으며, 모리 ・ 오다 ・ 쇼군 요시아키가 아와 미요시 집안 ・ 우라카미 집안에 대해 함께 싸울 것을 알렸다. 또한 가와치(河内)의 다카야 성(高屋城)의 하타케야마 아키타카(畠山昭高, 노부나가의 여동생의 사위)와 이즈미(和泉) 기시와다 성(岸和田城)의 마쓰라 히카루(松浦光)、제각기 덴쇼(天正) 원년(1573년)、덴쇼 3년(1575년) 가신에게 암살될 때까지 미요시 세력의 항쟁은 계속되었다.
같은 해 6월 11일, 시노하라 나가후사가 거느린 아와 ・ 사누키 군세가 기나이로 다시금 상륙하였고, 하타케야마 아키타카의 다카야 성을 공격하였다. 같은 해 8월 말에는 셋쓰의 아라키 무라시게(荒木村重)와 이케다 도모마사(池田知正)가 아시카가 요시아키측의 이바라키 시게토모(茨木重朝)、셋쓰 산슈고(摂津三守護) 이타미 지카오키、함께 와다 고레마사(和田惟政)를 쳤으며, 시게토모와 고레마사는 이 전투에서 전사하였다. 승세를 타고 이케다 세는 이바라키 성(茨木城)、쓰야마 성(郡山城)을 쳐서 함락시키고 교토 코앞에 이르러서 와다 고레마사(和田惟長)가 농성하고 있던 다카쓰키 성(高槻城)을 포위 공격하였다. 이에 마쓰나가 히사히데 ・ 히사미치(久通) 부자、미요시 요시쓰구가 시노하라 나가후사와 동맹을 맺고 포위군에 가담했다. 선교사 루이스 프로이스의 『일본사』에 따르면 다카쓰키 성의 조카마치(城下町)를 이틀 밤낮에 걸쳐 모조리 불사르고 파괴하였다고 한다. 3개월 동안의 공성전 이후 오다 노부나가가 9월 9일에 사쿠마 노부모리(佐久間信盛)를, 아시카가 요시아키가 9월 24일에 아케치 미쓰히데(明智光秀)를 파견, 아라키 무라시게 등은 병사를 이끌고 물러났다. 시라이가와라 전투(白井河原の戦い)이다.

### 오다 노부나가와 쇼군 아시카가 요시아키의 대립
겐키(元亀) 3년(1572년) 윤1월 4일에는 다카야 성(高屋城)에서 미요시 가문과 통하고 있던 유사 노부노리(遊佐信教)에 의해 하타케야마 아키타카(畠山昭高) 암살 미수 사건이 발생하였다(『다몬인일기』).
같은 해 3월, 오다 노부나가는 기타오미(北近江) 방면으로 출진하였고 아자이 나가마사의 거성 오다니 성(小谷城)에 대해 쓰게시로(付け城)를 쌓고 포위하였다. 나가마사가 기타오미에 발이 묶임으로써 미노와 교토를 잇는 연락선은 안정되었고, 오미의 전황은 노부나가에 유리하게 보였다.
같은 해 5월, 마쓰나가 히사히데(松永久秀)가 미요시 요시쓰구(三好義継)와 함께 아시카가 아키타카(畠山昭高)의 영내 ・ 가와치(河内)의 가타노 성(交野城)을 공격하였는데 노부나가는 사쿠마 노부모리(佐久間信盛)、시바타 가쓰이에(柴田勝家) 등을 원군으로 보냈고 마쓰나가 ・ 미요시 양측은 제각기 야마토의 시키 산성(信貴山城)과 가와치의 와카에 성(若江城)으로 들어가 농성하였다.
같은 해 7월, 노부나가는 기타오미에 다시금 출진하여 도라고젠 야마토리데(虎御前山砦)을 쌓고 아사쿠라 군이 도우러 오는 것을 저지할 수 있도록 오다니 성에 대한 포위 공격을 강화하였다.
기타오미 전선은 교착 상태가 되었으나, 8월에 아사쿠라 요시카게(朝倉義景)의 가신 마에나미 요시쓰구(前波吉継)와 도미타 나가시게(富田長繁)가 오다군에 항복하였다.
같은 해 9월, 노부나가는 아시카가 요시아키와 다케다 신겐(武田信玄)을 통해 이시야마 혼간지(石山本願寺)와의 화목 교섭을 추진하였으나 성립되었는지는 확인할 수 없다. 그 뒤의 경위로 보아 교섭은 도중에 무언가 훼방을 당한 것으로 추정되고 있다.
같은 해 10월, 노부나가는 아시카가 요시아키에 대해 17개 조로 이루어진 힐문의 글을 보냈고, 양측의 대립은 결정적인 것으로 흘러갔다. 또한 오미에는 같은 달에 나가마사의 가신인 미야베 게이준(宮部継潤)이 히라야마 성(横山城)을 지키던 무장 기노시타 히데요시(木下秀吉)의 조략으로 노부나가에게로 돌아서는 등 거의 소강 상태가 되었다.
같은 해 10월, 도카이(東海) 방면으로 다케다 신겐이 다수의 군세를 진군시키고 도쿠가와 이에야스의 영내로 침공하여, 미노에 별동대를 파견하였다. 같은 해 12월에 발생한 미카타가하라 전투(三方ヶ原の戦い)에서 도쿠가와 이에야스와 노부나가의 원군이 신겐의 군세 앞에서 대패를 맛보았다(한편 신겐의 이 거병 목적에 대해서는 여러 가지 설이 존재하고 있다). 또한 신겐이 노부나가와의 대결을 시야에 넣고 미카와(三河)로 침공하고, 겐키 4년 2월에 아시카가 요시아키가 신겐의 가세로 노부나가 세력과 반노부나가 세력의 입장이 역전되었다고 보아 노부나가와 협력하여 천하 안정을 도모한다는 노선을 버리고 신겐과 제휴해 천하 안정을 확립한다고 하는 방침으로 전환하였다(노부나가 포위망이 확립된 것이다)고 하는 설도 있다.
같은 해 12월, 시노하라 나가후사(篠原長房)는 아와지로 돌아와 금제(禁制)를 발급하였는데 그 적자 나가시게(長重)가 다카쓰키(高槻)를 넘었고 야마시로의 오야마자키(大山崎)에 있는 리큐 하치만구(離宮八幡宮)에서 금제를 발급하였다. 또한 야마시로의 요도후루 성(淀古城)도 미요시 산닌슈(三好三人衆)의 한 사람인 이와나리 도모미치(岩成友通)의 차지가 되었다.

### 다케다 신겐의 죽음과 노부나가 포위망의 와해
겐키 4년(1573년) 1월 미카타가하라에서 다케다군의 승전 소식을 접한 요시아키는 이제까지의 노부나가와 표면적으로나마 유지하고 있던 우호관계를 벗어나 니조 성(二条城)에서 농성하며 거병하였다. 당초 요시아키와의 강화를 계획하였으나 거절당한 노부나가는 같은 해 3월 말에 마침내 교토로 출병하였다. 교토에 진을 쳤을 무렵, 셋쓰(摂津)의 아라키 무라시게(荒木村重)와 요시아키의 부하였던 호소카와 후지타카(細川藤孝)가 노부나가파로 돌아섰다. 요시아키를 공격한 노부나가였으나 천황의 칙명(勅命)으로 4월 5일에 강화를 맺었다.
한편 도쿠가와 영지를 침공 중이던 다케다 군세에서는 본국인 가이로 퇴각 중이던 같은 해 4월 12일에 신겐이 병으로 죽었다. 한편으로 아와에서는 같은 해 5월부터 7월에 걸쳐 시노하라 나가후사가 주군인 미요시 나가하루(三好長治)、소고 마사야스(十河存保)에게 공격당해 자결하였다(가미사쿠라 성 전투上桜城の戦い).
같은 해 7월 3일, 화목을 이룬지 3개 월만에 요시아키가 다시 거병해(요시아키는 이때까지도 신겐의 사망 사실을 모르고 있었던 것으로 보인다), 마키시마 성(槇島城)에서 농성하였다. 또한 다카야 성에서는 미요시 산닌슈와 결탁한 유사 노부노리가 하타케야마 아키타카를 살해하고 실권을 쥐었다. 노부나가는 마키시마 성에서 농성하고 있던 요시아키를 쳐서 그를 내쫓아버렸다(마키시마 성 전투). 7월 28일에 노부나가는 연호를 겐키에서 덴쇼(天正)로 바꾸었다. 그 직후인 8월 2일에 요도 성(淀城)에서 농성하던 미요시 산닌슈의 한 사람 이와나리 도모미치를 쓰러뜨렸다(제2차 요도후루 성 전투).
덴쇼 원년 8월 8일, 아자이 나가마사의 부하인 아쓰지 사다유키(阿閉貞征)가 항복해오자 노부나가는 이를 받아들이고 노부나가가 오다니 성을 포위하고 아자이 씨를 몰아붙였으며, 아사쿠라 요시카게의 군세가 아자이 씨를 구원하러 나타났다. 그러나 밤을 틈타 몰래 에치젠(越前)으로 퇴각한 아사쿠라군을 노부나가의 군이 추격해 도네자카(刀根坂)의 전투 등으로 격파하고 에치젠까지 난입해 들어 갔다. 8월 20일에 요시카게를 자결로 몰아갔으며, 머지않아 오다니 성 공격을 개시해, 9월 1일에 나가마사도 자결하는 것으로 매듭지었다.
같은 해 11월 미요시 요시쓰구를 와카에 성 전투에서 자결로 몰아갔고, 그 다음날에 마쓰나가 히사히데도 항복, 포위망은 와해되었다.
18일, 혼간지로부터 노부나가에게 다기(茶器)인 「햐쿠텐모쿠」(白天目)가 보내졌고, 양측 사이에 화평이 성립된 것으로 해석되고 있다.

### 포위망에 참가한 세력
- 히에이 산 엔랴쿠지(比叡山延暦寺, 오미)- 겐키 2년(1571년) 9월, 노부나가의 히에이 산 화공으로 궤멸당했다.
- 쓰쓰이 슌케이(筒井順慶, 야마토)- 겐키 2년(1571년) 11월, 아케치 미쓰히데(明智光秀)와 사쿠마 노부모리의 알선으로 노부나가에 신종하였다.
- 와다 고레나가(和田惟長, 셋쓰)- 겐키 4년(1573년) 3월 10일경、기치가 선명하지 않으나 가신인 다카야마 도모아키(高山友照)에게 베여 치명상을 입었다.
- 아라키 무라시게(荒木村重, 셋쓰)- 겐키 4년(1573년) 3월 29일, 오다 가문으로 돌아서서 오우사카노세키(逢坂関)에서 노부나가를 알현하였다.
- 이케다 도모마사(池田知正, 셋쓰)- 겐키 4년(1573년) 3월경、가신 아라키 무라시게가 노부나가에게로 돌아섰기 때문에 추방되었다.
- 다케다 신겐(가이、시나노、스루가) - 겐키 4년(1573년) 4월 12일, 귀국 도중에 신겐이 병사하고 가쓰요리(勝頼)가 대립을 지속하였다.
- 호조 우지마사(北条氏政, 이즈、사가미、무사시) - 다케다 씨와는 동맹을 맺었고 도토미(遠江)로 원군을 파견하였다.
- 시노하라 나가후사(아와지、사누키、아와) - 겐키 4년(1573년) 7월 16일, 주군 미요시 나가하루、소고 마사야스(十河存保)의 공격으로 자결하였다. 결과적으로 두 사람도 노부나가 포위망으로부터 이탈하였다.
- 미요시 산닌슈 (야마시로・셋쓰) - 덴쇼 원년(1573년) 8월 2일, 이와나리 도모미치가 전사하였다. 같은 달에 미요시 나가야스(三好長逸)와 미요시 마사야스(三好政康)가 도망하였다.
- 아시카가 요시아키 (야마시로) - 겐키 4년(1573년) 7월 18일, 마키시마 성(槇島城) 전투에서 패하고 교토에서 쫓겨났다(무로마치 막부 멸망).
- 나이토 뇨안(内藤如安, 단바) - 아시카가 요시아키를 지원하고 2천 병사를 거느리고 니조 성으로 입성하였다.
- 아사쿠라 요시카게 (에치젠) - 덴쇼 원년(1573년) 8월 20일, 자결하였다. 아사쿠라 씨는 멸망하였다.
- 아자이 나가마사 (오미) - 덴쇼 원년(1573년) 9월 1일, 자결하였다. 아자이 씨는 멸망하였다.
- 혼간지 (셋쓰、가가) - 덴쇼 원년(1573년) 11월경 노부나가와 화목하고 그 뒤 다시 대립하였다.
- 미요시 요시쓰구(가와치) - 덴쇼 원년(1573년) 11월에 자결하였다.
- 마쓰나가 히사히데 (야마토) - 덴쇼 원년(1573년) 12월 말에 항복하였다.
- 유사 노부노리 (가와치) -덴쇼 2년(1574년) 4월, 다카야 성에서 전사하였다.
- 롯카쿠 요시카타 (오미)- 덴쇼 2년(1574년) 4월 13일, 고가 군(甲賀郡) 북부의 이시베 성(石部城)에서 남부 신라쿠(信楽)로 달아나서 항쟁을 지속하였다.
- 이타미 지카오키(伊丹親興, 셋쓰) -덴쇼 2년(1574년) 11월, 이타미 성(伊丹城)을 아라키 무라시게에게 공격당하고 자결하였다.
- 나가시마 간쇼지(長島願証寺, 이세) -덴쇼 2년(1574년) 9월, 화공으로 궤멸되었다.
- 미요시 쇼간(三好笑岩, 가와치) - 덴쇼 3년(1575년) 4월, 다카야 성에서 항복하였다.
- 히네노 히로나리(日根野弘就, 이세) - 나가시마 잇코잇키(長島一向一揆)에 참가하였다. 그 뒤 오다 가문에 사관하였다.
- 엔도 요시타카(遠藤慶隆, 미노) - 다케다 신겐에게 내응하고 있었으나 처벌받지 않고 존속하였다.
- 사이가슈(雑賀衆, 기이) - 혼간지를 지원해서 항쟁을 지속하였다.
- 고가슈(甲賀衆, 오미) - 아시카가 요시아키나 롯카쿠 요시카타를 지원하였다.
- 이가슈(伊賀衆, 이가) - 아시카가 요시아키나 롯카쿠 요시카타를 지원하였다.

## 포위망의 와해와 재구축에 이르기까지
이렇게 덴쇼 원년 말에 이르러 포위망은 실질적으로 와해되었다. 하지만 살아남은 혼간지 세력은 겐뇨(顕如)의 지도 아래 이시야마 혼간지(石山本願寺)에서 농성하였고 각지의 일향종 문도들을 결기시켜 오다 노부나가에 대해 대립 자세를 강화하였다. 특히 덴쇼 2년(1574년) 1월에 발생한 에치젠 잇코잇키(越前一向一揆)는 5월까지 에치젠을 점령하였으며 종전부터 혼간지의 영향 아래 있던 가가(加賀)를 포함해서 호쿠리쿠(北陸)에서 강대한 지반을 쌓아올렸다. 그러나 포위망의 와해로 압력이 다소 줄게 된 노부나가는 이러한 잇코잇키에 대해 적극적인 반격에 나섰고, 이시야마 혼간지를 부하 반 나오마사(塙直政)를 중심으로 하는 부대를 보내어 포위하게 하는 동시에 나가시마 잇코잇키를 덴쇼 2년 9월에, 에치젠 잇코잇키를 덴쇼 3년(1575년) 5월 무렵까지 모두 진압하고 혼간지의 영향력을 깎았다.
또한 신겐이 이미 죽었다고는 하지만 다케다 집안은 가쓰요리의 휘하에서 의연하게 강대한 세력을 지니고 있었고, 도쿠가와령 미카와、도토미로 몇 번이나 쳐들어와 이에야스를 괴롭히고 있었다. 특히 이 시기에 도토미의 요충지인 다카텐진 성(高天神城)이 함락되었으며, 이에야스는 고전하였다. 그러나 이어 덴쇼 3년에 가쓰요리가 미카와 나가시노 성(長篠城)으로 침공하면서 발생한 나가시노 전투(長篠の戦い)에서는 노부나가와 이에야스의 연합군 앞에 가쓰요리는 패배를 맛보아야 했다. 가쓰요리는 그 직후에 이와무라 성(岩村城)에서의 전투、후타마타 성(二俣城)에서의 전투에서 히가시미노(東美濃)의 요충지인 이와무라 성과 도토미의 요충지 후타마타 성을 잃었으며 이후 이에야스와의 전투는 지속되어 중앙의 노부나가 포위망에 적극적으로 관여할 수 없게 되었다.
한편 덴쇼 원년에 교토에서 쫓겨난 아시카가 요시아키는 노부나가의 호위 아래, 또한 미요시 요시쓰구가 건재한 와카에 성으로 옮겨진 뒤, 이즈미(和泉)의 사카이(堺)、기이(紀伊)의 오고쿠지(興国寺) 등을 전전하면서 최종적으로는 덴쇼 4년(1576년) 모리 데루모토(毛利輝元)를 의지하였고, 모리 씨의 비호 아래 있게 되었으며, 당시 모리 씨의 영지였던 빈고(備後)의 도모(鞆) 지역으로 옮겨졌다.

## 제3차 포위망

### 포위망의 재구축
덴쇼 4년 2월, 아시카가 요시아키는 주고쿠 지방(中国地方)을 지배하고 있던 모리 씨를 의지해 히고의 도모 땅으로 옮겨져 모리 데루모토의 비호를 받게 되었으나, 그 이전의 기이에 있을 무렵부터 노부나가 포위망의 재구축을 기도하였다. 당시 요시아키는 형식적으로는 세이이타이쇼군(征夷大将軍)이었고 쇼군으로써 어내서(御内書)를 내어 각지의 다이묘(大名)들을 규합하는 데에 힘썼다. 그 결과 오랫동안 노부나가와 대립해오던 혼간지、기이의 스즈키 씨(鈴木氏)、다케다 씨 뿐만 아니라 주고쿠의 모리 씨、산요(山陽)의 우키타 씨(宇喜多氏)、호쿠리쿠의 우에스기 씨(上杉氏)、마쓰나가 씨(松永氏) 등이 포위망에 참가하였다.
또한 이러한 요시아키의 움직임은 노부나가의 산하에 들어 있던 세력에 동요를 주었다. 특히 반독립을 유지하면서도 노부나가를 따르고 있던 단바(丹波)의 하타노 히데하루(波多野秀治)、다지마(但馬)의 야마나 스케토요(山名祐豊)가 덴쇼 3년 말부터 덴쇼 4년 초에 걸쳐 차례대로 반기를 들고 노부나가 포위망에 가담하였다.
이렇게 반오다 세력이 다시금 결집하려 하는 것에 대해 노부나가는 이시야마 혼간지를 종전대로 반 나오마사에게 포위를 명하는 동시에 잇코잇키를 진압한 에치젠으로는 시바타 가쓰이에를 보내어 가가의 잇코잇키 진압과 호쿠리쿠로의 침공을 기도하였다.

### 혼간지로의 공세
덴쇼 4년 4월, 노부나가는 냉전 상태를 지속하고 있던 이시야마 혼간지에 대해 공세로 나서기로 결단하고 반 나오마사、아케치 미쓰히데 등을 중심으로 하는 군세가 덴노지(天王寺) 방면을 공략하도록 하였다. 한편 6년 앞서 노다 성(野田城) ・ 후쿠시마 성(福島城)에서의 전투에서도 오다측을 위협했던 스즈키 시게히데(鈴木重秀)는 이때에도 혼간지편을 들었고 철포의 사용을 숙지한 사이가슈(雑賀衆) 앞에 오다 군은 고전을 면치 못했고, 미쓰데라 전투(三津寺の戦い)에서는 기나이 통치의 키워드를 쥐고 있던 반 나오마사가 전사하고, 아케치 미쓰히데가 덴노지 도리데(天王寺砦)에서 농성하는 결과로 이어졌다. 덴노지 도리데에 농성하고 있던 미쓰히데 등을 노부나가가 후방에서 지원해서 발생한 덴노지 합전(天王寺合戦)에서는 병력이 부족한 가운데서도 노부나가의 진두지휘로 혼간지 군세를 밀어냈지만, 노부나가 자신이 부상을 입기도 하는 등 일진일퇴의 공방전이 이어졌다. 노부나가는 이후 사쿠마 노부모리를 혼간지 포위군의 주장(主将)으로 두고 작전을 포위전으로 전환하였다.
한편 시바타 가쓰이에는 에치젠에서 가가로 침공하였다. 앞서 가가 잇코잇키를 지지하고 있던 지도자 대부분이 에치젠이 진압되었을 때 사망하였고, 가가 잇코잇키는 조직적인 반격을 하지 못한 채 오다측이 우세가 되었다.

### 모리 씨、우에스기 씨의 본격 개입과 마쓰나가 히사히데의 모반
이와 같이 혼간지에 대한 노부나의 압력이 강화되는 와중에 덴쇼 4년 4월에 이제까지 노부나가와 동맹관계에 있던 우에스기 겐신(上杉謙信)이 이시야마 혼간지와 화목 교섭을 개시, 5월 중순에 강화를 성립시켰다. 겐신이 혼간지와의 강화에 나선 배경에는 모리 데루모토의 비호를 받고 있던 아시카가 요시아키가 겐신에게 막부 재흥을 요청하였기 때문이었다. [12] 이로 해서 혼간지、모리 데루모토、우에스기 겐신의 동맹이 성립되었으며 노부나가와 겐신의 동맹도 부서졌다.
그리고 호쿠리쿠에서는 우에스기 겐신이 잇코잇키와 동맹을 맺어 엣추(越中)에서 노토(能登)로 침공을 개시하였으며, 기나이에서는 모리 데루모토가 이시야마 혼간지에 대한 해상으로의 보급을 시도하였다. 모리 씨의 보급작전에 대해서는 모리 데루모토 휘하의 무라카미 모토요시(村上元吉) 등이 7월 13일에 구원해 왔고, 오사카 만(大阪湾) 기쓰가와(木津川) 강 어귀에서 오다측의 수군을 쳐부수고 이시야마 혼간지에 대한 보급을 성공시키고 있다(제1차 기쓰가와 전투). 또한 겐신은 11월부터 하타케야마 씨가 농성하고 있던 노토 나나오 성(七尾城)을 포위하였으나, 성의 견고함으로 인해 맹렬한 공격에도 끄덕하지 않았고, 이듬해인 덴쇼 5년(1577년) 3월에 본국인 에치고(越後)가 고호조씨(後北条氏)의 침공을 받게 되자 퇴각하였다.
이듬해인 덴쇼 5년이 되어 노부나가는 우선 혼간지의 유력 지지 세력이던 사이가슈(雑賀衆)를 혼간지로부터 떼어놓기 위해 2월부터 기슈 정벌(紀州征伐)을 행하였다. 이 기슈 정벌로 인해 사이가슈는 타격을 입었고, 형식적으로 노부나가에게 항복하였으며 혼간지에 대한 포위는 보다 삼엄해졌다. 그러나 8월에 들어 포위의 요충지인 덴노지 도리데(天王寺砦)를 지키고 있던 마쓰나가 히사히데가 돌연 도리데를 불태우고 철퇴해버렸고, 이어 노부나가에 대한 모반을 일으켰다. 이 마쓰나가 히사히데의 모반에 대해 、노부나가는 자신의 적남인 노부타다(信忠)가 거느린 군을 야마토로 파견해 10월까지 히사히데의 거성인 야마토 시키 산성을 함락시키고 모반을 진압하였다.
이와 병행하여 시바타 가쓰이에는 가가 침공을 계속하였으나 덴쇼 5년 7월이 되어 나나오 성이 다시 겐신의 침공을 받게 되고 후방 지원을 요청받아 이를 수용하고 노토로 원정을 개시하였다. 그러나 나나오 성은 가쓰이에의 원군이 올 때까지 버티지 못하고 9월에 함락되었고, 나나오 성의 함락을 알게 된 가쓰이에는 퇴각하였으나, 데도리가와(手取川)라는 강에서 우에스기 겐신의 습격을 받아 패하였다. 데토리강 전투(手取川の戦い)이다.
또한 단바 방면에서도 덴쇼 5년 말부터 가메야마 성(亀山城)의 성주 나이토 사다마사(内藤定政)가 병사한 것을 계기로 아케치 미쓰히데를 주장으로 하는 오다군이 단바로 침공하였고, 하치조 성(八上城)、구로이 성(黒井城)을 공략하여 하치조 성 전투、구로이 성 전투 등이 발생하였다.

### 우에스기 겐신의 병사와 기나이의 전투
덴쇼 6년(1578년)에 이르러 3월에 우에스기 겐신이 병으로 사망하고 그 조카인 우에스기 가게카쓰(上杉景勝)와 우에스기 가게토라(上杉景虎)에 의한 우에스기 씨의 후사 다툼인 고타테의 난(御館の乱)이 발생, 우에스기 씨는 호쿠리쿠 방면에서 대폭 후퇴할 수 밖에 없었다. 또한 이로 인해 노부나가는 데토리 강 전투 때와 같이 시바타 가쓰이에에게 원군을 보낼 필요가 없게 되었고, 단바 구로이 성 성주인 아카이 나오마사(赤井直正)도 이 시기에 병사하면서 단바 방면으로도 오다의 세가 우세하게 되어, 노부나가에게 있어서 유리한 환경이 구축되게 되었다.
이 때문에 노부나가는 하시바 히데요시(羽柴秀吉, 기노시타에서 성을 바꾸었다)에게 군세를 주어 하리마(播磨)로 쳐들어가게 하였으나, 모리 데루모토도 힘을 보태고 있던 우키타 씨와 함께 자신의 군세를 거느리고 하리마로 진출, 같은 시기에 미키 성(三木城)의 성주였던 벳쇼 나가하루(別所長治)가 모리측에 가담함으로써 하리마의 상황은 악화되었다. 특히 모리 세력은 아마고 가쓰히사(尼子勝久) ・ 야마나카 유키모리(山中幸盛)가 지키고 있던 가미쓰키 성(上月城)을 쳐서 가미쓰키 전투가 발생하였는데, 히데요시는 미키 성 공격에 전념하고 있었기 때문에 가쓰히사 등을 내버려둘 수 밖에 없었다.
이러한 모리 세력의 하리마로의 진출에 더해 10월에 아라키 무라시게가 모반을 일으켜서 셋쓰 이타미(伊丹)의 아리오카 성(有岡城)에서 농성하였다. 이로 해서 이시야마 혼간지 포위망의 한 축에 구멍이 생기게 되었고, 동시에 히데요시가 공격하고 있던 미키 성으로의 보급도 가능해졌기 때문에, 노부나가는 즉시 병력을 파견해서 1개월 동안 무라시게측의 다카쓰기 성(高槻城) 성주 다카야마 우콘(高山右近)、이바라키 성(茨木城)의 성주 나카가와 기요히데(中川清秀)、셋쓰 다다야마시타 성(多田山下城)의 시오카와 구니미쓰(塩川国満) 등을 항복시키고 아리오카 성 공성전을 개시, 이시야마 혼간지로의 보급로를 신속히 차단하였다. 또한 12월에는 다시금 이시야마 혼간지로의 해상으로부터의 보급을 시도하던 모리 씨의 수군과 오다 씨의 수군 사이에 제2차 기쓰가와 전투가 발생하였는데, 앞서와는 달리 오다측이 승리를 거두었다.

### 모리 씨의 퇴조와 포위망의 와해
덴쇼 7년(1579년)에 들어 기나이에서는 아라키 무라시게는 아리오카 성에서 벳쇼 나가하루는 미키 성에서 제각기 오다 군세의 포위 아래 놓이게 되었고, 이시야마 혼간지도 해상 보급의 실패로 고립이 깊어져서 단바의 하타노 씨(波多野氏)、아카이 씨(赤井氏) 등도 오다의 공세를 받는 등 서서히 오다군의 우세한 형국이 짜이게 되었다. 이러한 가운데 5월에 하타노 씨의 거성인 하치조 성이, 8월에 아카이 씨의 거성인 구로이 성이 함락되고, 이어 고립이 심화되게 된 아리오카 성에서는 9월에 성주 아라키 무라시게가 달아나고 10월에 함락되었다. 벳쇼 나가하루는 항전을 계속하였으나 10월에 들어 비젠(備前)의 유력 고쿠슈(国衆)였던 우키타 나오이에(宇喜多直家)가 모리 씨로부터 이반해 오다씨에 붙어버림으로써 완전히 보급로가 차단되고 말았다.
덴쇼 8년(1580년) 1월, 미키 성이 함락되고 벳쇼 나가하루가 자결하였으며, 윤3월에는 혼간지의 법주(法主) 겐뇨가 이시야마 혼간지를 노부나가에게 넘기고 노부나가와의 강화에 합의하였다. 이로써 10년에 걸친 이시야마 합전은 종결되었다. 이 이시야마 혼간지의 함락을 기해 제3차 노부나가 포위망도 거의 와해되었다.
덴쇼 10년(1582년) 3월, 다케다 가쓰요리가 오다의 고슈 정벌(甲州征伐)에서 자결하고 모리 데루모토와 우에스기 가게카쓰는 다케다 씨 멸망 뒤에도 오다 씨와의 전투를 지속하였으며, 몹시 불리한 상황에 처하게 되었다. 그 뒤 5월에 노부나가는 모리 데루모토를 토벌하기 위해 교토의 혼노지(本能寺)에서 몸소 주고쿠 지방으로 나아갈 준비를 하고 있었다. 하지만 6월에 노부나가가 혼노지의 변(本能寺の変)에서 사망하는 바람에 오다 씨와 모리 씨、우에스기 씨의 싸움은 제대로 된 결착을 보지 못하고 종언을 고하였다.
노부나가 사후 옛 오다 가신이었던 하시바 히데요시가 오다 씨를 산하에 더한 거대한 세력을 거느리고 패권을 쥐었으며, 데루모토와 가게카쓰 양측은 히데요시와 우호관계를 맺어 신종하는 것으로 그 세력을 보전하였다.

### 포위망에 참가한 세력
- 스즈키 씨(鈴木氏, 기이) - 덴쇼 5년(1577년) 3월에 노부나가에게 항복하였으나 7월에는 반기를 들어 항쟁을 지속하였다. 1580년에 혼간지의 전선 이탈에 수반해 친오다파와 반오다파로 분열되었다. 일부 세력은 오다를 따랐다.
- 마쓰나가 히사히데(야마토) - 덴쇼 5년(1577년) 10월, 자결하였다. 일족과 함께 멸망하였다.
- 우에스기 겐신(에치고、엣츄) - 덴쇼 6년(1578년) 3월, 겐신이 병사하고 고타테의 난을 거쳐 뒤를 이은 양자 가게카쓰는 가가、노토에서 철퇴한 이후로도 항쟁을 이어나갔다. 노부나가 사후 히데요시 산하에 들었다.
- 아카이 나오마사(단바) - 덴쇼 6년(1578년) 3월에 나오마사가 병사하고 남은 아카이 씨는 덴쇼 7년 9월 구로이 성 전투에서 패해 흩어졌다.
- 하타노 히데하루(波多野秀治, 단바) - 덴쇼 7년(1579년) 6월, 항복하고 처형되었다. 일족과 함께 멸망하였다.
- 나이토 사다카쓰(内藤貞勝, 단바) - 덴쇼 7년(1578년) 6월에 본거지 하치키 성(八木城)이 함락되었다.
- 우쓰 요리시게(宇津頼重, 단바) - 덴쇼 7년(1578년) 7월에 본거지 우쓰 성(宇津城)이 함락되었다.
- 아라키 무라시게(셋쓰) - 덴쇼 7년(1579년) 9월, 아리오카 성을 버리고 달아났다. 훗날 히데요시의 가신이 되었다.
- 우키타 나오이에(비젠) - 덴쇼 7년(1579년) 10월, 항복하였다. 이후 친오다 세력으로써 존속하였다.
- 벳쇼 나가하루(하리마) - 덴쇼 8년(1580년) 1월, 자결하였다. 멸망하였으나 일족은 살아남아서 오다를 따랐다.
- 혼간지(셋쓰) - 덴쇼 8년(1580년) 윤3월, 강화를 맺었다. 같은 해 8월, 이시야마 혼간지를 넘겨주었다. 노부나가사후、히데요시의 산하에 들었다.
- 야마나 씨(山名氏, 단바、이나바)- 덴쇼 8년(1580년) 5월, 스케토요(祐豊)가 병사하고 적남인 아키히로(堯熙)는 항복했다. 일족과 함께 친오다 세력으로써 존속하였다.
- 간 미치나가(菅達長, 아와지) - 덴쇼 9년(1581년) 11월, 하시바 히데요시와 이케다 모토스케(池田元助)에게 이와야 성(岩屋城)을 공격당하고 기이 등지로 숨었다.
- 다케다 가쓰요리(가이、시나노、스루가) - 덴쇼 10년(1582년) 3월, 자결하였다. 멸망하였으나 그 일족은 살아남아서 우에스기를 따랐다.
- 아시카가 요시아키(빈고) - 도모노우라(鞆の浦)에 머무르며 모리 씨와 함께 항쟁을 지속하였다. 노부나가 사후、도요토미 정권이 성립되고 덴쇼 16년(1588년) 1월에 쇼군직을 조정에 반납했다.
- 모리 데루모토(아키、빈고、빗추 등) - 하리마에서 물러나 이후에도 항쟁을 지속하였다. 노부나가 사후、히데요시의 산하에 들었다.
- 무라카미 다케요시(村上武吉, 이요・노지마) - 모리 씨와 함께 항쟁을 지속하였다. 노부나가 사후、히데요시의 산하에 들었다.
- 무라카미 요시미쓰(村上吉充, 이요・인노시마) - 모리 씨와 함께 항쟁을 지속하였다. 노부나가 사후、히데요시의 산하에 들었다.

### 풀이
1. ↑  한편 이 과정에서 같은 해 4월에는 다케다씨에 의한 도토미(遠江) ・ 미카와(三河)으로의 대규모 침공이 이루어졌다고 알려져 있었으나, 최근의 연구에 따르면 그 근거가 되는 문서들의 연대 비정의 오류가 있었음이 지적되고 있어 이는 덴쇼 3년(1575년)에 벌어졌던 일이라는 것이 지적되고 있다.[4]。